# Mostri dallo spazio
Mostri dallo spazio (Egg Monsters from Mars) è il quarantaduesimo libro della serie Piccoli brividi dell'autore statunitense R. L. Stine.

## Trama
Dana Johnson è un dodicenne appassionato di materie scientifiche, che sogna appunto di diventare uno scienziato. Un giorno, in occasione del compleanno di sua sorella Brandy, viene organizzata una caccia alle uova dove il protagonista trova uno strano uovo verde più grosso e duro del normale e con delle vene pulsanti tutto intorno. La mattina dopo l'uovo si schiude e ne esce un essere viscido e giallognolo simile alle uova strapazzate, con due piccoli occhi neri; poiché in casa non c'è nessuno, quella mattina, Dana porta l'esserino dalla sua amica Anne e, successivamente, al laboratorio di analisi della città dove, sebbene fosse chiuso, viene accolto dall'anziano scienziato Gray, che gli rivela che poco tempo prima erano piovute sulla città centinaia di uova la cui provenienza era stata supposta da Marte. Lo scienziato gli mostra anche altri esserini simili a quello trovato da Dana ma, per evitare contaminazioni estranee o allarmismi riguardo un'invasione marziana, Gray rinchiude il ragazzo nella cella d'isolamento dove sono tenuti gli esseri. Nonostante l'arrivo dei suoi genitori al laboratorio, che lo stavano cercando vista la sua scomparsa, Dana non riesce a far notare la sua presenza e passa la notte nella gelida cella, dove i marziani, incredibilmente, lo proteggono dal freddo ammassandosi e formando una calda coperta. La mattina dopo Gray sveglia bruscamente Dana e convinto che avesse distrutto i marziani, decide di ucciderlo per ipotermia, abbassando ancora di più la temperatura della cella, ma i marziani, incredibilmente, avvolgono il malvagio scienziato mentre Dana fugge, tornando a casa. Quando poi torna al laboratorio con i suoi genitori, Dana si rende conto che Gray e i marziani sono spariti. Tornato a casa, leggermente scosso per l'avventura, Dana si sente meglio, ma quando Anne lo invita a casa sua per ascoltare un CD, inaspettatamente, si accovaccia sul prato e depone un uovo enorme.

## Edizioni
- R. L. Stine, Mostri dallo spazio, traduzione di Cristina Scalabrini, collana Piccoli brividi, Arnoldo Mondadori Editore, 1998,  p. 142, ISBN 88-04-45484-9.